# Jean Dockx
Pour les articles homonymes, voir Dockx.
Jean Dockx, né le 24 mai 1941 à Wavre-Sainte-Catherine en Belgique et mort le 15 janvier 2002 à Bonheiden en Belgique est un footballeur international et entraîneur belge.
Il joue comme milieu de terrain au FC Malines, au Racing White et au Sporting d'Anderlecht. Il est international à 35 reprises, et participe à la Coupe du monde en 1970 au Mexique, ainsi qu'au Championnat d'Europe en 1972 en Belgique. 
Il est un personnage emblématique, voire historique d'Anderlecht : d'abord comme joueur, il remporte de nombreux titres et établie quelques records. Il met un terme à sa carrière de joueur à l'issue de la finale de la Coupe des Coupes 1978 au Parc des Princes et une victoire 4-0 d'Anderlecht face à l'Austria de Vienne. Ensuite, il rejoint l'encadrement technique bruxellois pour occuper successivement plusieurs postes pendant 18 ans : comme entraîneur, entraîneur-adjoint, entraîneur par intérim, responsable de la prospection ou encore conseiller technique.

## Palmarès

### En club
- Vainqueur de la Supercoupe d'Europe en 1976 avec le RSC Anderlecht
- Vainqueur de la Coupe d'Europe des Vainqueurs de Coupe en 1976 et en 1978 avec le RSC Anderlecht
- Champion de Belgique en 1972 et en 1974 avec le RSC Anderlecht
- Vainqueur de la Coupe de Belgique en 1972, en 1973, en 1975 et en 1976 avec le RSC Anderlecht
- Vainqueur de la Coupe de la Ligue pro en 1973 et en 1974 avec le RSC Anderlecht
- Finaliste de la Coupe d'Europe des Vainqueurs de Coupe en 1977 avec le RSC Anderlecht
- Champion de Belgique de Division 2 en 1963 avec le FC Malines
- Vice-champion de Belgique en 1976, en 1977 et en 1978 avec le RSC Anderlecht
- Finaliste de la Coupe de Belgique en 1969 avec le Racing White Bruxelles et en 1977 avec le RSC Anderlecht
- Finaliste de la Coupe de la Ligue Pro en 1975 avec le RSC Anderlecht
- Vice-champion de Belgique de Division 2 en 1965 avec le FC Malines

### EnÉquipe de Belgique
- 35 sélections et 3 buts entre 1967 et 1975[3]
- Participation à la Coupe du Monde en 1970 (Premier Tour)
- Participation au Championnat d'Europe des Nations en 1972 (3e)

### Distinctions individuelles
- Élu 3e du Soulier d'Or en 1968, en 1969 et en 1970

### Statistiques
- 394 matchs et 45 buts en Division 1
- 3 matchs en Coupe du Monde
- 2 matchs en Championnat d'Europe des Nations